# Velika Irmandinska vojna
Velika vojna Irmandiña [ir-man-di-nja], (Gran Guerra Irmandiña) je bil družbeni upor, ki se je odvijal v Galiciji med letoma 1467 in 1469. Šlo je za eno največjih evropskih uporov v 15. stoletju. Začel se je spomladi leta 1467 v Galiciji v obdobju družbenih konfliktov (lakota, epidemije in zlorabe s strani galicijskega plemstva) in političnih nemirov (državljanska vojna v Kastiliji). Santa Hermandad (Sveta Bratovščina), ki je nastala kot odziv na vse skrajne razmere, se je preoblikovala v upor, kot reakcija na nakopičeno nezadovoljstvo zaradi škode in krivic, ki jih je ljudstvo utrpelo s strani plemičev. 

 
Velika Irmandinska vojna
-Del španske državljanske vojne
Castillo de la Rocha Forte, 1467.
Datum:	1467-1469
Mesto dogodka:	Reino de Galicia
Rezultat:	Španska zmaga
Sodelujoči: Irmandiños	Corona de Castilla 
Familias Andrade , Lemos y Moscoso  
Kraljevina Portugalske 
Poveljniki
- Afonso de Lanzós
- Pedro Osorio
- Diego de Lemos
- Lopo Marino de Lobeira
- Enrique IV
- Pedro Madruga

## Predhodniki
Velika vojna Irmandiña iz leta 1467 je bila predhodnica več vstajam v določenih območjih in naseljih. Po mnenju nekaterih zgodovinarjev, kot je profesor Barros Guimeráns, je prvi upor, organiziran iz strani Hermandad (Bratovščina) v poznem srednjem veku v Galiciji, tisti iz leta 1418–1422 v Santiago de Compostela.
Hermandad Fusquenlla (Bratovščina Fusquenlla) je potekala leta 1431 pod vodstvom Roja Xorda (Roi Xordo) na območju Andrade. Kasneje, leta 1451, je nastala primera hermandad (prva bratovščina), v zalivih Pontevedra in Arosa. Leta 1458 je sledil nastanek bratovščin v Coruñi in Betanzos, v Santiago de Compostela, Muros in Noyi.

## Sprožilci

### Družbena krizna situacija
- Plemstvo je postalo bolj agresivno:

Galicijsko plemstvo je v 15. stoletju doživelo obdobje konfliktov in notranjih spopadov. Poleg nemira, ki ga je povzročila serija teh konfliktov, so se pojavile tudi negativne posledice kuge iz leta 1466, kot tudi prejšnje kuge in slabe letine, kar je povzročilo upad dohodkov plemstva. To pa je privedlo do agresivne pobiralske drže, da bi omilili ta upad.
Med žrtvami novega plemstva je bil tudi kler. Tudi del premoženja samostanov in fevdov katedral je bil zaseden ali dodeljen leta 1467. Dejansko je Bratovščina vrnila cerkvi veliko premoženja, ki pa ga je laično plemstvo prevzelo nezakonito.
- Vazali pred utrdbami in zatočišča hudodelcev:

Začelo se je nenadno nabiranje občutkov o nepravdi, zaradi vse večje škode, ki so jo mesta in ljudje utrpeli zaradi utrdb (ki so jih videli kot zatočišča hudodelcev), tako od plemičev in vitezov kot tudi od nadškofov, po informacijah prič iz Pleito Tabera - Fonseca:
Danos robos e males. Robo de ombres, personas y en sus vienes, robandoles sus bois y bestias y que les forçaban sus mugeres e fijas e que muchos de los dichos danos se azían ansi de las gentes que en sus casas como en la de las fortalezas.
(Škoda, kraje in nepravičnost. Kradejo ljudem, osebam in njihovo premoženje, vozove in živino, silijo njihove žene in hčerke, škodo pa povzročajo tako v domovih kot v utrdbah.)
Zato se je Bratovščina osredotočila na rušenje teh zatočišč, utrdb.
K tem čustvenim komponentam so se pridružile tudi druge osvoboditve vazalstva, kar je privedlo do ukinitve plačevanja dajatev plemičem in konca sistema utrdb, zgrajenih med 10. in 15. stoletjem.

### Politična kriza
Drug pogost vzrok za poslabšanje je bila šibkost srednjeveškega državnega sistema, ki je bila prisotna po celotni Evropi. To je pogosto povzročilo, da se je kralj zanašal na mesta in vasi, da bi omejil fevdalno plemstvo. To je veljalo za krono Kastilije, še posebej v 60. letih 15. stoletja, ko sta se spopadala prestolonaslednik D. Alfonso in Henrik IV., kar je povzročilo ukinitev oblasti.
- Stanje galicijskega plemstva v konfliktu med D. Enriquejem in D. Alfonsom:

Stališče celotnega galicijskega plemstva do konflikta še ni povsem jasno. Med zvestimi podporniki Henrika IV. so bili Alvar Pérez Osorio, Lope Sánchez de Moscoso, Gómez Pérez de las Mariñas I., ipd. Podporniki Alfonsa so bili grofje Ribadeo in Santa Marta, Alvar Páez de Soutomaior, vikont Monterrei, Juan de Zúñiga, Fernán Pérez de Andrade Mlajši, nadškof Alonso II. de Fonseca in verjetno grof de Lemos.
- Stališče duhovščine in tretjega stanu:

Za razliko od plemstva je kralj užival podporo večine galicijske duhovščine (razen nadškofa Fonseca) ter ljudstva – zlasti v mestih in vaseh, kjer so ga podpirali kot zakonitega zagovornika gibanja Irmandiño.

### Rojstvo »Bratovščin«na drugih ozemljih Kastiljske krone
Intenzivna družbena in politična kriza je spodbudila razvoj bratovščin tudi drugod. Med letoma 1456 in 1460 so nekatere vasi v Guipúzcoi uporabile bratovščino proti lokalnemu plemstvu.
Leta 1464 je nova kastiljska Splošna Bratovščina sklicala svojo prvo skupščino v Segoviji. Sprva je ta bratovščina ostajala zvesta Henriku IV., ki jo je uporabil proti privržencem Alfonsa.

### Vpliv bratovščin z drugih ozemelj
Ustanovitev »Splošne Bratovščine« Kastilije in Leona je spodbudila širitev bratovščin vse do Galicije. Henrik IV. je dovolil nastanek »Svete Bratovščine« (Santa Hermandad) z namenom zajezitve plemstva in pridobitve podpore.
Alonso de Palencia, uradni kastiljski kronist, je leta 1477 opisal Bratovščino kot najvišji izraz kastiljsko-leonske splošne bratovščine.

## Začetek Bratovščine

### Predhodniki
Že med letoma 1454 in 1458 je v Galiciji obstajala druga bratovščina, ki jo je, kot praviš, zelo krepostni kralj Don Enrique ukazal ustanoviti in je bila po njegovem ukazu ustanovljena v mestu A Cruña in vasi Betanzos, h katerima so se pridružili še mestni sveti Santiaga, Noye in Muros, pa tudi pomembni galicijski plemiči: Bernal Yáñez de Moscoso, Pedro Bermúdez de Montaos in Sueiro Gómez de Soutomaior.
Začetek Bratovščine je bil torej pred veliko pomladno vojno leta 1467, kar dokazujejo dokumenti in omembe že od začetka leta 1465. Tako je februarja 1465 Pedro Álvarez Osorio, grof Lemosa, predal mesto svojemu sinu in trdnjavo v Monfortu, saj so bile galicijske bratovščine do njega sovražno nastrojene:
...bi se lahko zgodilo, da bi si zaželele njegove posesti in ne bi bilo pravično, da bi jih njegov sin, čeprav nedolžen in brez krivde, izgubil.

### Odobritev Bratovščine
Zdi se, da so nekatera najpomembnejša galicijska mesta (Cruña, Ferrol, Santiago, Lugo, Pontevedra, Betanzos) poslala predstavnike za uradno potrditev ustanovitve Bratovščine. Po Lopeju Garcíi de Salazarju je bil Afonso de Lanzós tisti, ki je usmerjal pobudo in pridobil člane Bratovščine pri kralju Henriku IV.
Na dvorih v Salamanci, maja 1465, je bil prisoten pisar Juan Blanco, predstavnik Betanzosa, ki je, kot kaže, pridobil zahtevano kraljevo potrditev.
Afonso Mosqueira, priča v sodnem procesu Tabera – Fonseca, pripoveduje o prisotnosti Joana de Betresce, odposlanca kralja Henrika IV.:
Vido que fizieran juntar la gente de la dicha çiudad de La Coruña y de los cotos della, que heran seisçientos ombres, e vido que entre cada çien ombres puso un alcalde de hermandad, que traía bara y tenía cargo de mandar e gobernar la gente y las cosas que tocaban a la dicha hermandad e a la gobernaçión de la dicha çiudad e tierra.
(Videlo se je, kako so zbrali ljudi iz omenjenega mesta A Cruña in okoliških teritorijev, skupaj 600 mož, in da so za vsakih 100 mož postavili enega župana Bratovščine, ki je nosil palico kot simbol oblasti in bil odgovoren za ukazovanje in upravljanje mesta ter podeželja.)

### Krepitev in vzpostavitev Bratovščine
Na začetku leta 1467 je bila Bratovščina že organizirana kot institucija reda in pravice.
Ena od prič v korist vključevanja plemstva v Bratovščino je tožba, ki jo je februarja 1467 vložila grofica Santa Marte, Teresa de Zúñiga, pred predstavnikoma Splošne Bratovščine. Zavezala sta se ukrepati proti Sanchu Lópezu de Ulloa, Pedru Pardu de Cela in Diegu de Andrade, »v skladu z vsebino in obliko desetih poglavij, zakonov in odlokov Svete Bratovščine«.
Tožba navaja, da se je vključitev v Bratovščino razširila tudi na njihove vazale.

### Zavezanost cerkvenih zborov in mest
Na začetku leta 1467 so cerkveni zbori in mestni sveti že javno izražali zvestobo Bratovščini.
- 14. marec: cerkveni zbor in mestni svet v Tuyu prisežeta na poglavja Svete Bratovščine.
- 21. marec: imenujejo kanonika Gonzala Vázqueza kot predstavnika za skupščino v Medina del Campo.
- 16. marec: kompostelanski zbor prispeva 4000 maravedijev »v parih blanc«.
- april: mestni svet Ourense izplača 25.000 parov blanc za predajo trdnjave Castelo Ramiro Bratovščini.

Sledili so tudi drugi:
- Santiago de Compostela
- Lugo
- Melide
- Betanzos

Na zadnjem srečanju so bili prisotni plemiči Fernán Pérez de Andrade, Sancho Sánchez de Ulloa in Gómez Pérez de las Mariñas I., od katerih so zahtevali, da odstopijo svoje utrdbe:
Vsak svojo, saj so jih prosili, naj jim jih porušijo, ker pravijo, da so iz njih povzročali veliko zla – ropali, jemali ljudi in jih zapirali vanje.
To je pomenilo potrditev namenov, ki so bili navzoči že prej, kot kažejo previdnostni ukrepi grofa de Lemosa.

## Evolucija upora

### Izbruh upora
Na začetku pomladi leta 1467 je izbruhnil splošni upor, ko so skupščine bratovščin po vsej Galiciji pozvale k boju proti utrdbam – simbolom fevdalnega zatiranja.
Čete Irmandiños, ki jih ena od prič v sporu Tabera – Fonseca ocenjuje na 80.000 mož, so prehajale skozi pokrajine ter zavzele veliko večino galicijskih gradov in utrdb, s številčno premočjo, davčno podporo, bombami in orožjem.
Upravi so poveljevali vitezi, hidalgosi, mestno plemstvo, med njimi:
- Afonso de Lanzós – Betanzos, škofija Mondoñedo
- Pedro Osorio – območje Compostele
- Diego de Lemos – jug Luga in Ourense
- Lopo Marino de Lobeira

25. april 1467 velja za simbolni začetek: porušena prva utrdba, grad Ramiro blizu Ourenseja.
Presenečenje in opustitev s strani vazalov sta bila ključna. Plemiči so ostali brez podpore. Lope García de Betanzos:
Kajti vse ljudstvo v kraljestvu je bilo na strani bratovščine in proti plemičem, ki niso imeli nikakršne podpore, saj so se jim celo lastni vazali uprli...
Večina plemičev je pobegnila:
- Sancho de Ulloa in Diego de Andrade – prestreženi in zaprti
- Nadškof Alonso II. de Fonseca – beg v Portugalsko
- Juan de Zúñiga, Pedro Madruga, Juan de Pimentel – beg v Portugalsko
- Álvar Páez de Soutomaior – predaja v Tuyu
- Pedro Pardo de Cela – beg v Ponferrada

Drugi so se skrivali: Suero Gómez de Soutomaior, Alonso Osorio v Samosu, Gómez Pérez de las Mariñas.
Poraz grofa de Lemosa simbolizira poraz plemstva:
Kajti če grof de Lemos ni mogel braniti svojih trdnjav in je pobegnil v Kastilijo, toliko manj bi to lahko storili drugi.
Kronisti so zapisali:
Galicijci niso le izgnali zločince, temveč so tudi zavzeli neosvojljive trdnjave, grofa de Lemosa pa prisilili v beg.

### Zmaga in priznanje upora
Zmaga Irmandiñov je bila hitra in popolna. Avtorji navajajo sezname:
- 169 porušenih objektov (po Loja Piñeiru)
- uničene utrdbe, tudi tistih, ki so podpirali Bratovščino

Pomembna je bila odločitev, da se plemičem ne maščujejo.
6. julij 1467: Henrik IV. Kastiljski izda listino podpore:
…potrjujem rušenje trdnjav in postopke proti hudodelcem, saj so bile trdnjave zatočišča zla, ropov in zločincev…
Kralj je pozval oskrbnike, naj trdnjave predajo Bratovščini.
A že pred tem je moral omejiti nekaj njenih postopkov:
- 25. april: vrnitev posesti grofici Santa Marte in njenemu sinu
- 19. junij: ukaz vrnitve grada Monterrey Pedru de Estúñigi

…vrnete in ponovno predate v posest… v korist moje službe in za ohranjanje ter rast te Svete Bratovščine.

### Strukturiranje in oborožitev
Irmandiñi so organizirali vojske za obleganja in bitke, tudi s poskusi mobilizacije celotne Galicije.
Imeli so orožje, vojno izkušnjo, milice z isto opremo kot fevdalne vojske. Orožarji so izdelovali orožje v mestih.

### Razvoj med zmagoslavjem vstaje
Bratovščina je bila medrazredna: plemstvo, kler, meščanstvo, kmetje. Do leta 1469 pa so se razlike med sloji povečale.
Končni padec Bratovščine je bil posledica zunanjih dejavnikov:
- smrt princa Alfonso de Castilla
- sprava med Henrikom IV. in plemstvom po dogovoru iz Toros de Guisando
- Henrik prizna Izabelo Kastiljsko za dedinjo

### Protinapad
Spomladi 1469: Pedro Álvarez de Soutomaior, nadškof Fonseca, Juan Pimentel – načrtujejo vojaški povratek v Monção.
- Bitka pri Frameli: 2000 pešcev premaga 4000–5000 kmetov
- Balmalige: odločilna zmaga nad 10.000 irmandini pod Pedro Osorio
- Mesto Santiago de Compostela se odpre nadškofu

Vojni se pridružijo:
- Fernán Pérez de Andrade
- Sancho Sánchez de Ulloa
- Lope Pérez de Moscoso
- Gómez Pérez de las Mariñas

Srečanje s Afonsom de Lanzósom – umik pred bitko.
Grof Lemos se vrne skozi El Bierzo, porazi Álvara Sáncheza, Álvara Péreza Osoria, in druge:
- Pedro Pardo de Cela, Pedro Miranda, Pedro Bolaño
- Monforte de Lemos zavzet

Fevdalna konjenica uspešna na odprtem bojišču, ne pa v obzidanih mestih – zato so gospodje sklepali sporazume z mesti in celo nekdanjimi irmandini.
Sporazumi:
- Fonseca s Santiago de Compostela, Pontevedra, itd.
- Grof Lemos z Ourense in Allariz
- Dogovori temeljili na spoštovanju običajev in prepovedi obnove utrdb

Upor je trajal do let 1470–1471: mesta La Coruña, Pontedeume, Viveiro, Ribadavia, Lugo, Mondoñedo še vzdržujejo odpor. Večina Bratovščin pa je bila poražena.

## Posledice
Zmagovalci niso uvedli »zglednih kazni« nad podložniki, ki so se uprli. Morda to niti ni bilo »mogoče«, zaradi množične narave gibanja proti fevdalnim trdnjavam in proti samemu plemstvu. Tudi poznejši glasniki zmagovalcev, kot sta bila Vasco de Aponte in Felipe de la Gándara, ne govorijo o maščevanjih.
K odsotnosti povračilnih ukrepov je morda pripomoglo tudi to, da se Irmandiñi sami, po zmagi leta 1467, niso maščevali plemstvu, ki so ga premagali.
Morda je prevladal praktičen duh, kar se odraža v slovitem odgovoru grofa Lemosa na besede Parda de Cele, ko ga je ta pozval, naj:
Napolni hraste s (obešenimi) podložniki.
Grof mu je odgovoril:
Se ne namerava preživljati s hrasti.
Couselo Bouzas navaja, da se večina pričevanj v zvezi s procesom Tabera – Fonseca osredotoča na obnovitveno vnemo grofa Lemosa, ki je svojim podložnikom nalagal obvezne tlake, dva do trikrat tedensko. Ob tem so morali pripeljati voz z voli in plačati dva reala nadzornikom gradbenih del.
Glavni strošek so bile prav te tlake – osebne storitve, ki so jih številni gospodje znova vsilili podložnikom za obnovo svojih trdnjav. Skupno je bilo obnovljenih 73 trdnjav, kar predstavlja manj kot polovico vseh, ki so bile porušene.

## Poznejši vpliv
Na odločitev Katoliških kraljev, da pomirijo Kraljevino Galicijo z ukrepi Doma y castración, je vplival tudi kontekst vstaje Irmandiña.
Ukrepanje Katoliških kraljev v Galiciji je bilo – ne glede na kulturne posledice – po besedah Fernando Loja:
...v kolektivni zavesti dojeto kot pravo osvoboditev in začetek pacifikacije kraljevine – cilj, ki si ga je, čeprav z manj uspeha, zastavila tudi Bratovščina iz leta 1467.
Do neke mere je imel irmandinski upor vpliv celo na oblikovanje moderne države v Kastiliji pod Katoliškima kraljema. Carlos Barros meni, da:
...se moderna država, podrejena absolutistični monarhiji, lahko vzpostavi šele potem, ko množice ljudstva nepovratno zrušijo ne le fizične (utrjene) trdnjave, temveč tudi etične temelje (družbeni konsenz) fevdalne oblasti.